# Prunus mohacsyana
Prunus mohacsyana är en rosväxtart som beskrevs av Karpati. Prunus mohacsyana ingår i släktet prunusar, och familjen rosväxter. Inga underarter finns listade i Catalogue of Life.